# 1953 في ألمانيا
فيما يلي قوائم الأحداث التي وقعت خلال عام 1953 في ألمانيا.

## سياسة

### تعيين في المنصب
- 1 يناير – غبهارد مولر رئيس وزراء ولاية بادن-فورتمبيرغ.
- 1 يناير – فالتر شيل عضو في البوندستاغ الألماني.
- 1 يناير – هلموت شميت عضو في البوندستاغ الألماني.
- 20 أكتوبر – غيرهارد شرودر وزير الداخلية الاتحادي.

### انتهاء فترة المنصب
- 6 سبتمبر – راينهولد ماير رئيس البوندسرات،رئيس وزراء ولاية بادن-فورتمبيرغ.
- 2 ديسمبر – ماكس براور عمدة هامبورغ  [لغات أخرى]‏.

## رياضة
- 2 أغسطس – جائزة ألمانيا الكبرى 1953 الفائز جوزيبي فارينا.

## مواليد

### يناير
- 1 يناير – بيتر شراير مهندس ألماني.
- 1 يناير – بيرنهارد شويبل فيزيائي ألماني.
- 1 يناير – توم بلافرت صحفي ألماني.
- 1 يناير – مارتن كوبلر دبلوماسي ألماني.
- 1 يناير – يورغ مورير كاتب ومؤلف ألماني.
- 6 يناير – مانفريد كالتز لاعب ومدرب كرة قدم ألماني.
- 7 يناير – دايتر هونيب لاعب ومدرب كرة قدم ألماني.

### مارس
- 4 مارس – رينهولد روث متسابق دراجات نارية ألماني.
- 8 مارس – رودلف ماير سياسي ألماني.
- 13 مارس – فولكر بارتش

### أبريل
- 5 أبريل – مونيكا بارز
- 11 أبريل – اودو شينك ممثل ألماني.
- 20 أبريل – جورج شميد سياسي ألماني.

### مايو
- 13 مايو – فرانز ماير سياسي ألماني.
- 20 مايو – رولاند جيربر لاعب كرة قدم ألماني.

### يونيو
- 1 يونيو – كاسبار ميميرنغ لاعب كرة قدم ألماني.
- 14 يونيو – سوزانه روكل مترجمة ألمانية.
- 20 يونيو – أولريش موه
- 28 يونيو – غيرنو روهر لاعب ومدرب كرة قدم ألماني.

### يوليو
- 26 يوليو – فيليكس ماغات لاعب ومدرب كرة قدم ألماني.

### أغسطس
- 20 أغسطس – فولفغانغ كراوس لاعب كرة قدم ألماني.
- 28 أغسطس – ديتمار ياكوبس لاعب كرة قدم ألماني.

### سبتمبر
- 2 سبتمبر – جيرهارد ثييل
- 17 سبتمبر – بريند دومبيرغير لاعب كرة قدم ألماني.
- 23 سبتمبر – فرانتز باومان موظف مدني ألماني.

### أكتوبر
- 7 أكتوبر – رونالد فورم لاعب كرة قدم ألماني.
- 9 أكتوبر – هيلموت رولدر لاعب كرة قدم ألماني.
- 15 أكتوبر – غونتر أوتينغر رئيس الوزراء السابع لولاية بادن-فورتمبيرغ (2005-2010)، مفوض في الاتحاد الأوروبي.
- 21 أكتوبر – روبرت ماير ممثل ألماني.
- 24 أكتوبر – كريستوف داوم

### نوفمبر
- 4 نوفمبر – يورغن ويبر
- 16 نوفمبر – بريغيته تسيبريس سياسية ألمانية.
- 27 نوفمبر – فرانز جيربر

### ديسمبر
- 12 ديسمبر – يان تسفاير كاتب ألماني.
- 29 ديسمبر – توماس باخ

## وفيات

### يناير
- 9 يناير – روبرت كنود فريدريش بيلجر (مواليد 1876) عالم نبات ألماني.

### فبراير
- 24 فبراير – غيرد فون رونتشتيت (مواليد 1875) ضابط ألماني.

### مارس
- 10 مارس – برونو فون هاوينسشيلد (مواليد 1896) عسكري ألماني.

### أبريل
- 2 أبريل – هوغو شبيرل (مواليد 1885)
- 9 أبريل – هانز رايخينباخ (مواليد 1891) فيلسوف أمريكي.

### مايو
- 21 مايو – إرنست تسيرميلو (مواليد 1871) رياضياتي ألماني.

### يونيو
- 14 يونيو – كارل جوليوس برنارد (مواليد 1880) عالم حشرات ألماني.

### أكتوبر
- 26 أكتوبر – هرمان شنايدر (مواليد 1874)